# Brongniartia glabrata
Brongniartia glabrata är en ärtväxtart som beskrevs av William Jackson Hooker och George Arnott Walker Arnott. Brongniartia glabrata ingår i släktet Brongniartia och familjen ärtväxter. Inga underarter finns listade i Catalogue of Life.